# Wyspowo (jezioro)
Wyspowo (kaszb. Jezoro Wëspòwò, niem. Wispau See) – jezioro śródleśne północnego krańca Pojezierza Kaszubskiego położone w Polsce, na południowym wschodzie od Wejherowa w pobliżu wsi Zbychowo w województwie pomorskim, w powiecie wejherowskim, w gminie Wejherowo na obszarze leśnym Trójmiejskiego Parku Krajobrazowego. Pełni głównie funkcje rekreacyjno-turystyczne dla mieszkańców pobliskiego Wejherowa.
Jezioro mieści się w trzeciej klasie czystości wód. Woda nie jest zbyt przejrzysta. Występują też zakwity sinic. Dno jest zmienne i muliste. Brzegi jeziora są silnie zarośnięte głównie przez mannę mielec. W płytkiej wodzie występują pijawki, które są bioindykatorem i żyją w zanieczyszczonych wodach. W okolicy akwenu znajdują się domki letniskowe oraz osada Wyspowo.